# ウクライナ鉄道HRCS2形電車
HRCS2形は、ウクライナの国営鉄道会社であるウクライナ鉄道で2012年から営業運転を開始した交直流電車。ウクライナ・エクスプレス（ウクライナ語: Український експрес）の愛称を持つ。

## 概要
2012年に開催されたUEFA EURO 2012に合わせて設定される都市間速達列車用として、先立つ2010年12月にウクライナ鉄道から現代ロテムへ発注された形式。2011年12月に最初の編成（002編成）が落成した。
編成は9両編成を基本としており、ステンレス製の車体は－40℃の極寒にも対応できる設計となっている。直流3,000 Vと交流20,000 V・50 Hz双方に対応しており、集電装置や主変圧器は付随車（T）に搭載されている。車内の座席配置は一等車が2列＋2列、二等車が3列＋2列のクロスシートで、シートピッチは一等車が500 mm、二等車が450 mmである。車内ではWi-Fi通信が可能な他、車内販売による飲食物の販売も行われる。編成の構成は以下の通りである。
| 編成                                                                                  | 編成 | 編成 | 編成 | 編成 | 編成 | 編成 | 編成 | 編成 |
| ------------------------------------------------------------------------------------- | ---- | ---- | ---- | ---- | ---- | ---- | ---- | ---- |
| Mc1                                                                                   | T    | MB   | M2   | T    | M1   | M2   | T    | Mc2  |
| - Mc1, Mc2: 電動制御車（二等車） - M1, MB, M2: 電動車（二等車） - T: 付随車（一等車） |      |      |      |      |      |      |      |      |

## 運用
2011年12月に製造された最初の編成（002編成）は翌2012年3月11日にウクライナに到着した。以降は走行予定の区間で試運転が行われ、残りの9編成についても同年8月までに導入が実施された。そして2012年5月25日からキーウ - ハルキウ間で暫定的な営業運転に投入され、同年6月7日から都市間高速列車"ウクライナ・エクスプレス"としての運用を開始した。2019年現在、ウクライナの首都・キーウを中心にハルキウ、リヴィウ、ドネツクなど各都市を結ぶ速達列車である"インターシティ"や"インターシティ＋"（Інтерсіті+）に使用されている。
HRCS2形の導入により、キーウ- ドネツク間の所要時間がそれまでの12時間から7時間となるなど大幅な高速化・時間短縮が実現した。また、運用開始に先立ち走行区間の高速化対応工事や電化工事を実施した他、新たな列車種別として"インターシティ"や"インターシティ＋"が設定された一方、夜行列車の大規模な削減が実施されるなどウクライナ鉄道自体にも大きな変化が生じている。

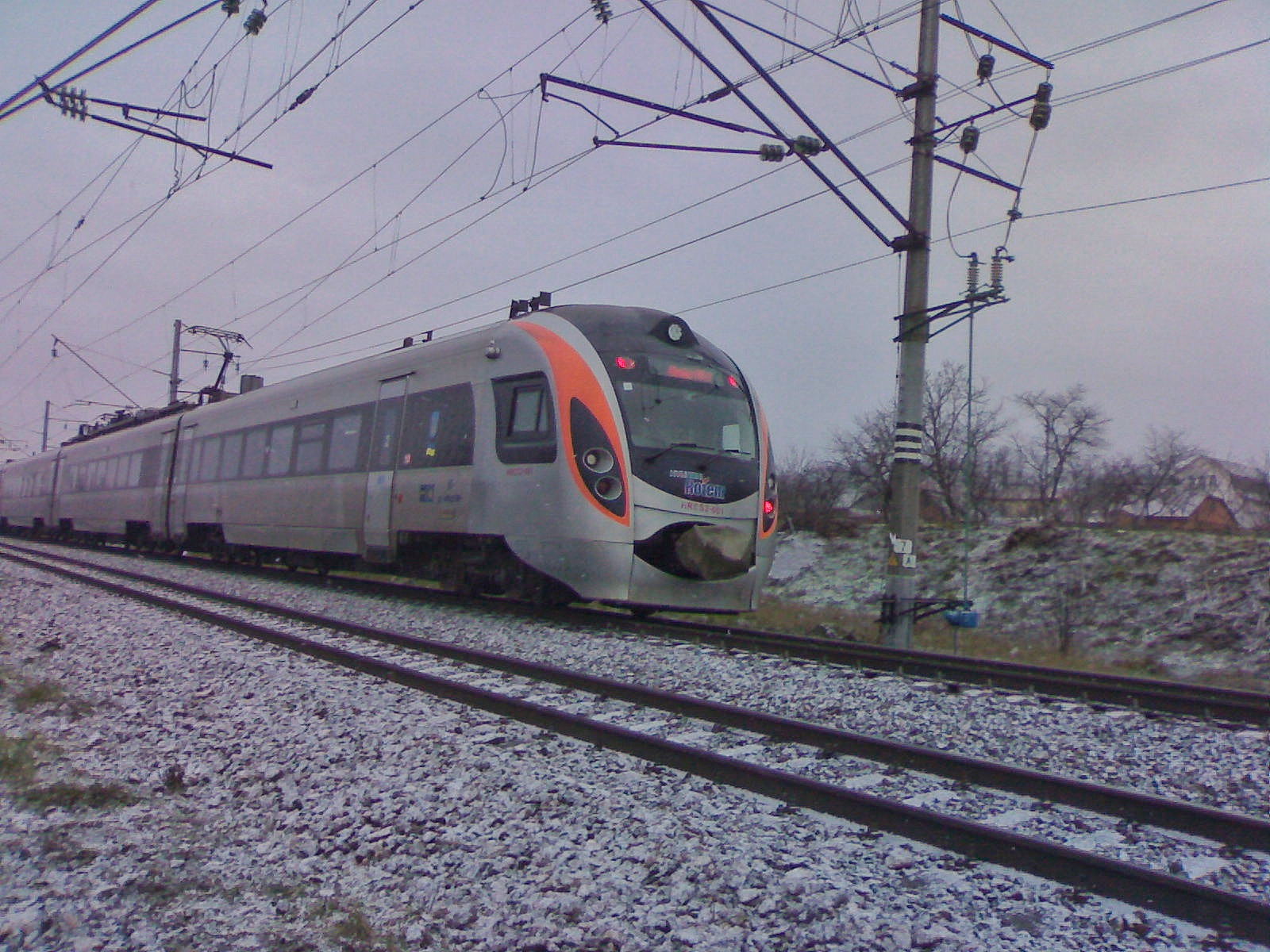
HRCS2-001編成
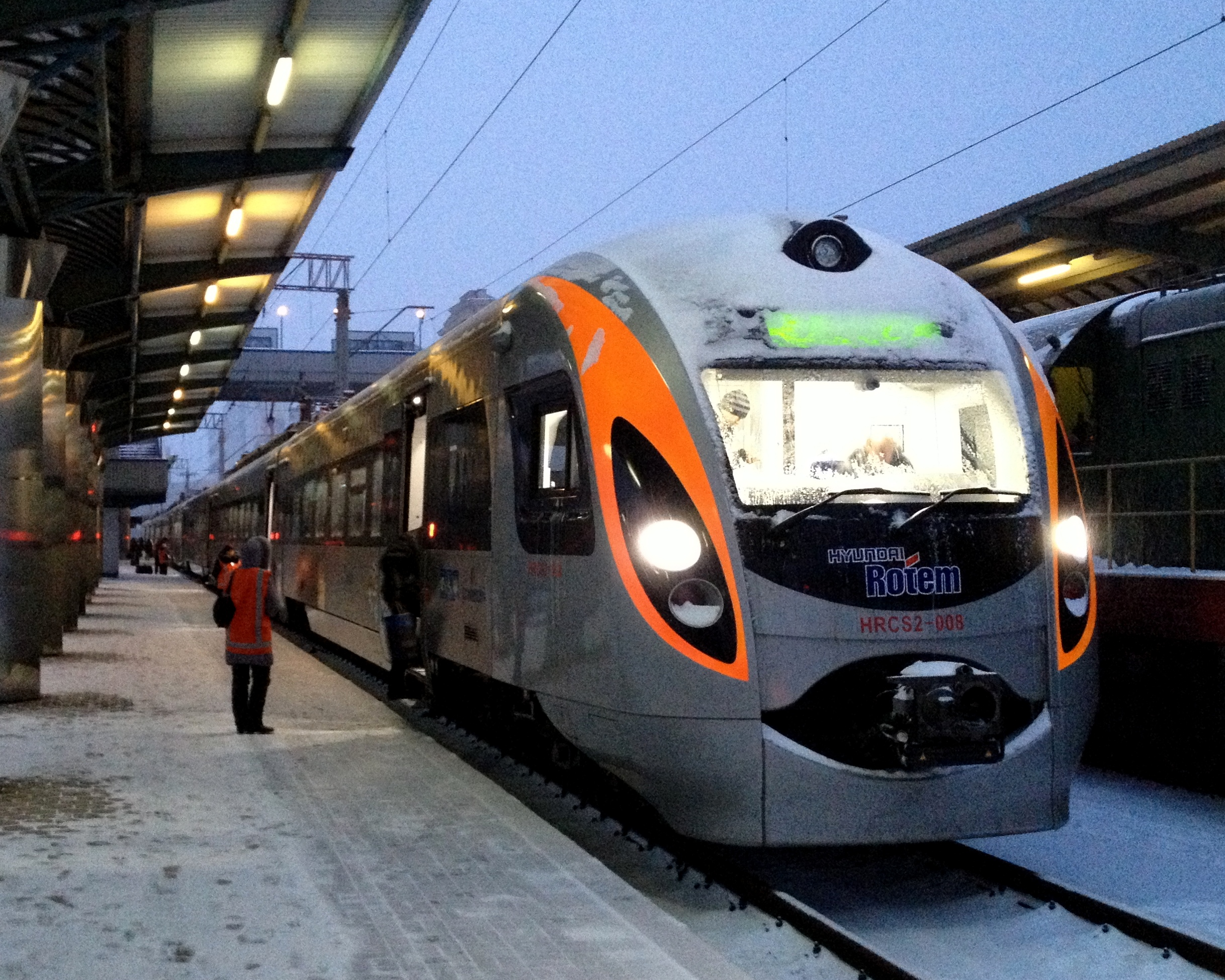
HRCS2-006編成
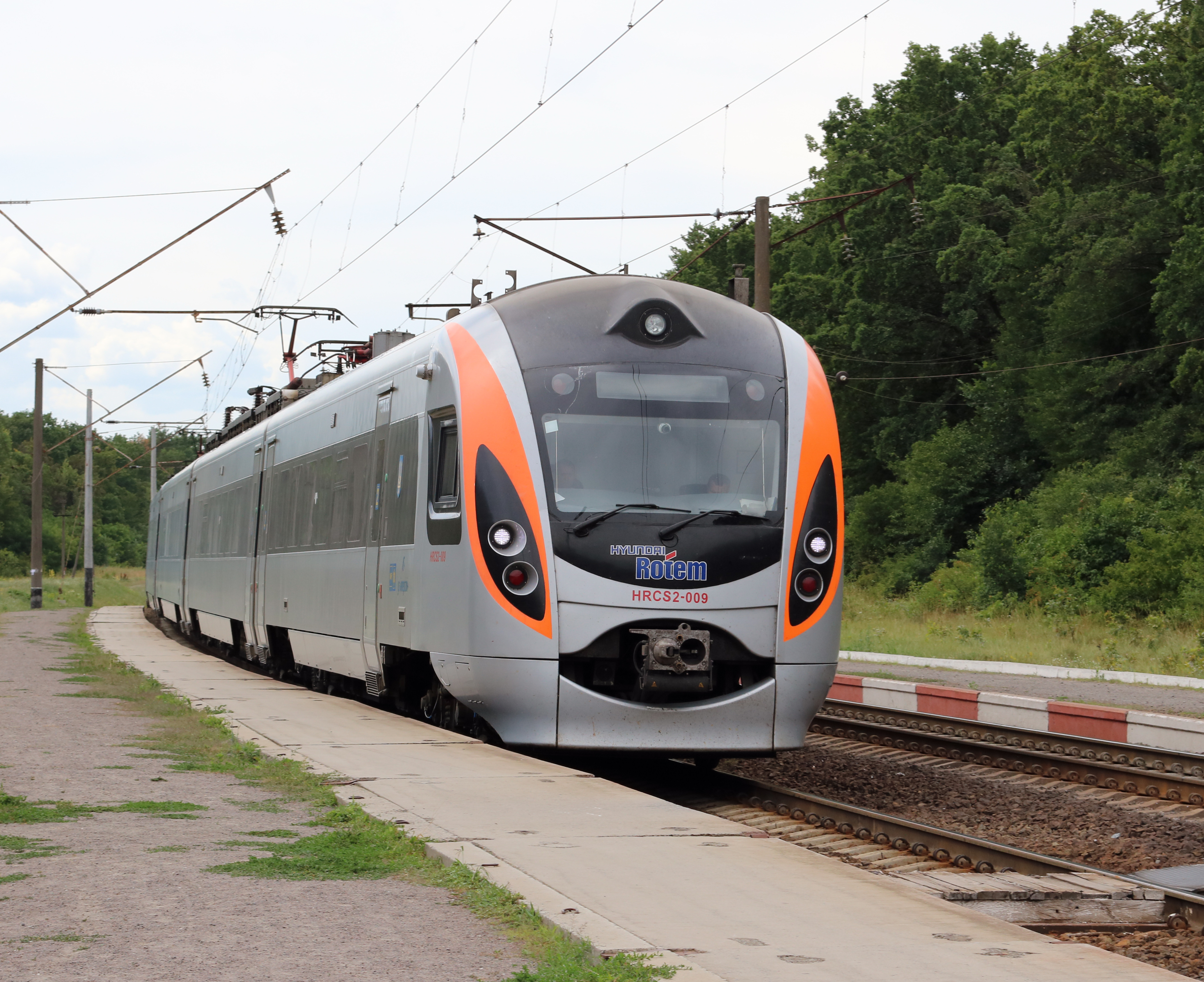
HRCS2-009編成

## トラブル
試運転の時点からHRCS2形はトラブルが報告されており、2012年4月5日は曲線走行時にせり出した車体がプラットホームに接触し損傷する事故が起きていた。暫定的な営業運転が始まった直後の同年5月28日にはブレーキの故障が発生し、更にそこから1ヶ月半の間に10件の故障が報告され、1年後の2013年の時点でその数は178件にも増加した。中には本来の目的であるUEFA EURO 2012へのファンを乗せた列車が故障により運行停止となったケースも存在する。
故障の種類は多岐に渡り、ブレーキ系統の故障やコンピュータの不具合、集電装置の故障、空調装置の停止などが発生した。特に冬季は車体下部に雪が付着することによる電力系統のショートが頻発し、それによる空調装置や照明の停止も起きた。2012年の冬季にはパンタグラフが炎上した事で電源が切断され、それにより電線全体に高圧電流が流れ、近隣の変電所の機器が全焼する事態も起きた。
これらの多数のトラブルにより乗客からの訴訟や改善を求めた署名が相次ぎ、運賃の払い戻しは2013年1月の時点で80万フリヴニャにも達した。そして同月にはヴィクトル・ヤヌコーヴィチ大統領（当時）がHRCS2形の導入は失敗であった事を国民へ公式に謝罪する事態となった。現代ロテム側もウクライナ鉄道との協議によりトラブルの原因となった電気機器、集電装置、制動装置をはじめとする部品の修繕を行う契約を交わしたが、翌2014年2月12日、ウクライナ鉄道はHRCS2形の車体や台枠に金属疲労によって生じた亀裂が見つかった事を発表し、全車営業運転から離脱するまでに至った。
その後、韓国へ返却された車両は現代ロテム側からの費用捻出による台枠を含めた修繕・改良工事が行われ、2014年7月までに全車両とも完了した。営業運転への復帰は同年の5月6日からとなった。以降も電源の温度低下や交直切換の失敗などによる運行停止などのトラブルは報告されているものの、車両の構造が原因となるトラブルは冬季も含め大幅に減少しており、2017年11月22日には現代ロテムによる車両保守契約の延長が行われている。

## 関連形式
- ウクライナ鉄道EJ675形電車（ウクライナ語版） - HRCS2形と同様、UEFA EURO 2012に合わせて登場した"インターシティ"や"インターシティ＋"用に導入された電車。チェコのシュコダ・ヴァゴンカで製造された、チェコ鉄道で使用されている471系電車（CityElefant）と同型の2階建て電車である[14]。

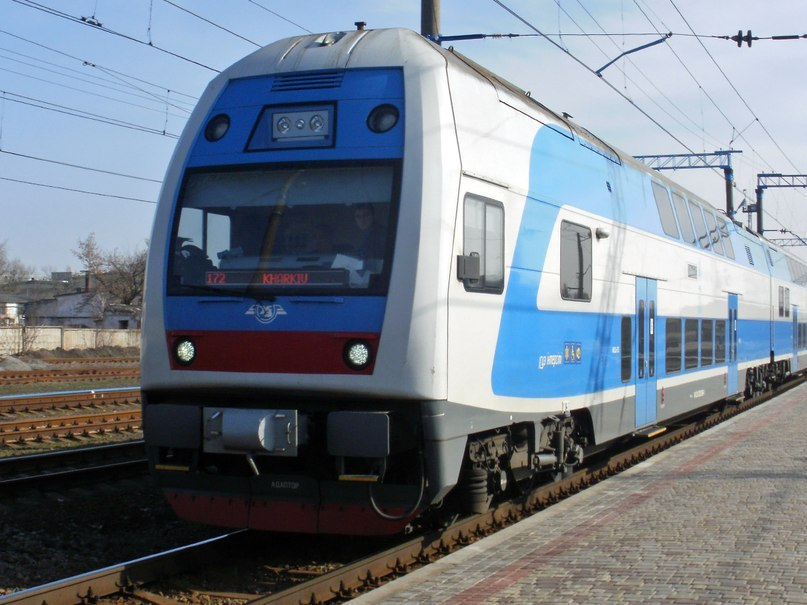
EJ675形